# Institut für Geophysik und Extraterrestrische Physik
Das Institut für Geophysik und Extraterrestrische Physik (IGEP) ist eine Forschungseinrichtung der Technischen Universität Braunschweig.
Das Institut betreibt in erster Linie Grundlagenforschung auf den Gebieten der Geophysik, der Umweltgeophysik, der Geomagnetik und der extraterrestrischen Physik besonders auf dem Gebiet der Magnetosphären der Erde, anderer Planeten und Asteroiden. Die Entwicklung und stetige Verbesserung von flugfähigen Magnetometern machte das Institut weltweit bekannt. Zahlreiche Magnetometerexperimente internationaler Satellitenmissionen sind entweder am IGeP gebaut und betreut oder kalibriert worden.

## Geschichte
In enger Verbindung mit der Deutschen Verkehrsfliegerschule richtete die Technische Universität Braunschweig 1931 das Institut für Luftfahrtmesstechnik und Flugmeteorologie ein. Mit der Leitung wurde Heinrich Koppe betraut. Schwerpunkt der Forschung waren die Navigation und die Flugmeteorologie. Angehende Piloten wurden am Institut in diesen Fachdisziplinen unterrichtet.
Nach dem Krieg 1945/46 wurde das Institut in das Institut für Messtechnik und Meteorologie umgewandelt. Basierend auf Arbeiten über das meteorologische Geschehen zu geo- und astrophysikalischen Vorgängen wurde die Lehrtätigkeit auch auf Vorlesungen über Geophysik ausgedehnt. Koppe beschäftigte sich auch mit Fragen des Einflusses der Sonnenaktivität für das Wetter, mit längerfristigen Luftdruckwellen und mit Singularitäten. Seine Versuche, Korrelationen zwischen Sonnenaktivität und Wetter herzustellen, wurden damals von Kollegen kritisch betrachtet. Spätere Forschungsergebnisse unter anderem von der NASA bestätigten seine Theorien.
Nach seiner Emeritierung zum 1. April 1959 wurde der Lehrstuhl für Luftfahrtmesstechnik und Flugmeteorologie aufgeteilt in einen Lehrstuhl für Flugführung und einen Lehrstuhl für Geophysik und Meteorologie. Am 1. Dezember 1960 übernahm Walter Kertz diesen Lehrstuhl und damit die Leitung des 1959 gegründeten Instituts für Geophysik und Meteorologie. Walter Kertz wurde zum 30. September 1991 emeritiert.
Als Nachfolger auf dem Lehrstuhl für Geophysik übernahm Karl-Heinz Glaßmeier am 1. November 1991 bis 2003 die Leitung des Institutes. 1967 bezog das Institut neue Räumlichkeiten im Physik-Zentrum der TU Braunschweig, wo es sich auch heute noch befindet. Mit Wirkung zum 28. April 2004 wurde das Institut für Geophysik und Meteorologie in Institut für Geophysik und extraterrestrische Physik umbenannt, um den sich ändernden Forschungsinteressen des Institutes Rechnung zu tragen.

## Forschung
Das aus 50 Wissenschaftlern bestehende Institut beschäftigt sich mit magnetischen Pulsationen auf der Erde und den Magnetosphären anderer Planeten, der magnetischen Induktion in der Erde und auf anderen Planeten, Fragen der Planetenentstehung, sowie mit der Erforschung der Kometen und Asteroiden.
Die Forschungsthemen im Überblick:
- Angewandte Geophysik
- Planetenentstehung Astrophysik und Planetologie
- Weltraumphysik und Weltraumsensorik
- Erdmagnetismus
- Geschichte der Geophysik

## Instrumentierungen
Vom IGeP wurden und werden Instrumente oder Teile davon für etliche Forschungssatelliten gebaut.
- 1969: Azur[2]
- 1970: Dial[3]
- 1974: Helios (ESA & NASA)[4]
- 1977: Voyager-Programm (NASA)
- 1984: AMPTE (NASA)[5]
- 1985: Giotto (ESA)[6]
- 1992: FREJA (Satellit in schwedisch-deutscher Zusammenarbeit zur Erforschung des Übergangs von der Ionosphäre zur Magnetosphäre)
- 1992: Tethered Satellite System (NASA)[7]
- 1996: Mars 96 (Russische Raumfahrt)[8]
- 1996: Cluster (2000) (ESA)
- 1997: Cassini-Huygens (NASA & ESA)
- 1997: Equator-S (DLR)[9]
- 1997: Ørsted zur Vermessung des Erdmagnetfeld absolut mit einer Auflösung von etwa 1 nT global
- 1998: Deep Space 1 (NASA)[10]
- 2004: Rosetta und der Lander Philae (ESA/DLR)[11]
- 2005: Venus Express (ESA)[11]
- 2006: THEMIS (NASA)[11]

### Laufende Missionen
- 2014: Hayabusa 2 und der Lander Mobile Asteroid Surface Scout (JAXA)[12]
- 2015: BepiColombo (ESA): Der Magnetometer (MAG) im Mercury Planetary Orbiter (MPO) zum Planet Merkur[13]
- 2018: P5A / Sonde Archimedes

## Graduiertenschulen
Die International Max Planck Research School „Physical Processes in the Solar System and Beyond“ wurde 2003 am IGeP eröffnet und wird gemeinsam vom Lindauer Institut mit der Universität Göttingen und der TU Braunschweig betrieben.

## Infrastruktur
Anfang 2013 waren insgesamt 50 Mitarbeiter am Institut tätig, darunter 3 Professoren und 35 Wissenschaftliche Mitarbeiter. Die drei Professoren am Institut bilden den Vorstand des Institutes und wechseln alle zwei Jahre mit der Geschäftsführenden Institutsleitung ab. Von 2016 bis 2020 war Karl-Heinz Glaßmeier der Leiter der Geschäftsführung.